# Mark Burgess
Mark Burgess (11 de mayo de 1960) es el bajista y vocalista del grupo The Chameleons. Además ha hecho diferentes colaboraciones con otros músicos y fundado nuevos grupos.

## Biografía
Desde 1981 hasta 1987 perteneció al grupo que marcaría toda su carrera musical, The Chameleons con quienes publicó en esta primera etapa tres LPs y un EP.
Tras la desintegración del grupo, Mark, junto con el batería John Lever y dos componentes de Music for aborigines, Andy Clegg y Andy Whitaker fundarían The Sun and the Moon en 1988, con quienes publicaría un álbum y un EP.
No volvería a publicar un trabajo hasta 1993, cuando con un grupo de amigos formaron Mark Burgess and the Sons of God, entre los que estaban el propio John Lever e Yves Altana, con quien publicaría un álbum en 1995 como Mark Burgess & Yves Altana. Durante esta época se centra más en tocar la guitarra además de ser el vocalista de ambas formaciones. En 1999 volvería a crear una nueva formación, nuevamente con Yves Altana a la que denominarían Invincible con quien publicarían solamente un álbum, dado que ya se rumoreaba la reunificación de The Chameleons que se completaría un año después.
Durante el año 2000 la antigua formación se reunió al completo para dar una serie de conciertos en pequeñas salas de Mánchester a lo que le siguieron dos conciertos en el Manchester Academy y en el Shefferd Bush Empire que les catapultarían de nuevo a la actualidad. Grabarían dos acústicos, un álbum completamente nuevo y dos directos, además de una gira europea y americana durante el año 2000 y 2001.
Después volvieron a separarse y Mark no volvería a publicar hasta 2004, esta vez en solitario, un doble álbum en el que recopila material de todas sus épocas anteriores, para volver a juntarse con su amigo Yves Altana y formar una nueva banda en 2006, llamada Bird. Pero el proyecto se suspendió debido a que al teclista Andy Moore se le detectó un tumor cerebral y murió un año después.
En 2007, Mark publica su biografía, titulada View from a Hill editada por Guardian Angel.
En 2008, un nuevo proyecto se gesta entre viejos conocidos, llamado Black Swan Lane, junto a Jack Sobel, John Kolbeck, Kwasi Asante, Yves Altana, Achim Faerber y Anna-Lynne Williams. Su primer álbum se titula A Long Way From Home y en 2009 editan un segundo álbum con 20 canciones nuevas titulado The Sun and the Moon Sessions. Mientras, a finales de este mismo año decide junto con John Lever rescatar el viejo material de The Chameleons en un nuevo proyecto llamado Chameleons Vox con el que girarán durante todo 2010 y 2011, todo ello sin abandonar los proyectos personales como Black Swan Lane con los que publicará un tercer álbum en 2010 titulado Things You Know And Love.

## Discografía oficial
- 1983 - Script of the Bridge - con The Chameleons
- 1985 - What Does Anything Mean? Basically - con The Chameleons
- 1986 - Strange Times - con The Chameleons
- 1988 - The Sun & The Moon - con The Sun & The Moon
- 1989 - Alive; Not Dead - con The Sun & The Moon
- 1990 - Tony Fletcher Walked on Water La La La La-La La-La-La (EP) - con The Chameleons
- 1994 - Zima Junction - con Mark Burgess & The Sons of God
- 1994 - Spring Blooms Tra-La (live) - con Mark Burgess & The Sons of God
- 1995 - Paradyning - con Mark Burgess & Yves Altana
- 1999 - Venus - con Invicible
- 2000 - Strip (Acústico) - con The Chameleons
- 2001 - Why Call It Anything - con The Chameleons
- 2002 - This Never Ending Now (Acústico) - con The Chameleons
- 2005 - Magic Boomerang
- 2008 - A Long Way From Home - con Black Swan Lane
- 2009 - The Sun and the Moon Sessions - con Black Swan Lane
- 2010 - Things You Know And Love - con Black Swan Lane

## Libros
1. ^ View From a Hill ISBN 978-0-9557656-0-5
- Datos: Q6766927
- Multimedia: Mark Burgess / Q6766927